# Какраки
«Какраки» — российская трагикомедия, снятая Ильёй Демичевым в 2009 году с Михаилом Ефремовым в главной роли. Вышел в прокат в ноябре того же года, был отобран в программу «Особый взгляд» Каннского кинофестиваля.

## Сюжет
В юности чиновник средних лет Михал Михалыч хотел стать поэтом. Однажды в книжном магазине он встречает продавщицу Настю, в которую романтически влюбляется. Узнав, что матери Насти нужны деньги на операцию, Михал Михалыч берёт взятку и попадает в тюрьму.

## В ролях
- Михаил Ефремов — Михал Михалыч
- Наталья Вдовина — Елена Ивановна
- Елена Сафонова — Елена Владимировна
- Сергей Колтаков — Васильев
- Сергей Газаров — Сосед
- Ольга Сун — Настя
- Александр Самойленко — Сергиенко
- Александр Баширов — Крутиков
- Татьяна Кравченко — Тренер
- Сергей Макаров — Тихон
- Митя Лабуш — Миша Пономарев
- Валерий Шальных — милиционер (нет в титрах)

## Награды
- 2009 — Приз президента фестиваля за дебют на XVII РКФ «Окно в Европу» в Выборге (Илья Демичев)
- 2009 — Третье место (Приз «Серебряная ладья») в конкурсе «Выборгский счёт» на XVII РКФ «Окно в Европу» в Выборге (Илья Демичев)[3].